# Exochus ulanbaatorensis
Exochus ulanbaatorensis là một loài tò vò trong họ Ichneumonidae.